# Jacques Stroumsa

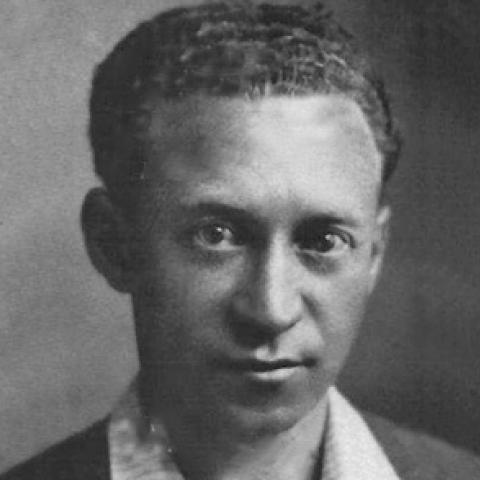
Jacques Stroumsa (1937)

Jacques Stroumsa (griechisch Ιάκωβος Στρούμσα, 4. Januar 1913 in Thessaloniki – 15. November 2010 in Jerusalem) war ein griechischer, später französischer und schließlich israelischer Techniker, Musiker und Überlebender des Holocaust. Er überlebte zwei Konzentrationslager und einen Todesmarsch. Jacques Stroumsa wurde als Geiger in Auschwitz bekannt.
1967 emigrierte er nach Israel. Er wurde zu einem wichtigen Zeitzeugen.

## Leben
Jacques Stroumsa entstammte einer sephardischen Familie aus Thessaloniki. Das genaue Datum seiner Geburt ist in den Akten nicht verzeichnet, weil alle Archive der Jüdischen Gemeinde von Thessaloniki im Jahr 1917 verbrannt sind. Laut Eigenaussage wurde er ungefähr sechs Monate später als angegeben geboren. Seine Eltern waren Abraham Stroumsa (geb. 1883) und Doudoun geb. Yoel (geb. 1890). Sein Vater war Lehrer für Hebräisch, Ladino und Jüdische Geschichte, seine Mutter Modistin. Er hatte zumindest drei Geschwister, Julie (geb. 1915), Guedalia (geb. 1917),  und Bella. Jacques Stroumsa lernte zuerst Mandoline, später Geige. Er besuchte die Privatschule Alcheh, an der sein Vater neben seiner Lehrverpflichtung an den öffentlichen Schulen der jüdischen Gemeinde zusätzlich unterrichtete. Ihm wurde ein mehrjähriges Studium in Frankreich ermöglicht, zuerst an der Ingenieurschule von Marseille (EIM), dann an der Grande école für mechanische Elektrizität (ESME) in Paris und schließlich an der Universität Bordeaux, wo er ein Diplom als Ingenieur für Radiotelegraphie erwarb. Parallel dazu besuchte er das Konservatorium von Bordeaux, wo er sein Geigenspiel perfektionierte. Nach Abschluss seiner Studien kehrte er Ende 1935 nach Saloniki zurück.

### Kriegsdienst
Eine Offizierslaufbahn wurde ihm, obwohl sie ihm aufgrund seiner Ausbildung zustand, von einem einzelnen antisemitischen Offizier verwehrt. Jacques absolvierte die Grundausbildung, wurde zum Feldwebel befördert und hatte danach nur mehr wenige Aufgaben, beispielsweise Französisch-Unterricht für einen Oberst und jeden Samstagabend Orchesterdienst im Offizierskasino. Nach dem Militärdienst begann sein Berufsleben, zuerst im Dienst des Industrie-, dann des Landwirtschaftsministeriums.

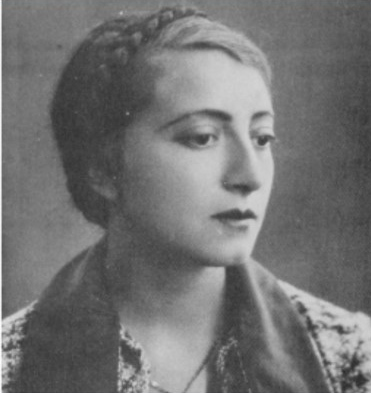
Julie Stroumsa
(1915–1945)

Jacques war mehrfach eingeladen worden, sich den Partisanen in den Bergen anzuschließen, tat dies jedoch nicht, da er Eltern und Ehefrau nicht allein lassen wollte. Seine Schwester Julie war mit David Perahia verlobt, der in New York lebte. Sie wollte ihn heiraten und zu ihm ziehen, erhielt jedoch kein Visum mehr.
Als am 28. Oktober 1940 Italien in Griechenland einfiel, wurde rasch mobilisiert. Zu den Waffen gerufen wurden auch 13.000 junge Griechen jüdischer Herkunft, darunter Jacques Stroumsa. Nun musste er in den Kampf ziehen, nicht gegen die Deutschen, denn er war im hinteren Frontabschnitt, dem gebirgigen Gebiet um Ioannina stationiert. Nach sechs Monaten hatte seine Einheit bereits ein Drittel des albanischen Gebiets, vormals von den Italienern besetzt, erobert, als Griechenland im Mai 1941 kapitulierte. Jacques Stroumsa kehrte auf einem Esel vom Kriegseinsatz zurück, zumindest die ersten 550 Kilometer der insgesamt 650 Kilometer langen Strecke in seine Heimatstadt. Als er sich Thessaloniki näherte, empfahl man ihm, den Esel zu verkaufen und ein Sammeltaxi zu nehmen. Er wäre sonst womöglich den deutschen Besatzern in die Arme geritten und zur Zwangsarbeit eingeteilt worden, denn es gab viele zerstörte Brücken wieder aufzubauen. Er schminkte sich, verkleidete sich als Frau und kam so zurück zu seiner Familie.

### Besetzung Thessalonikis

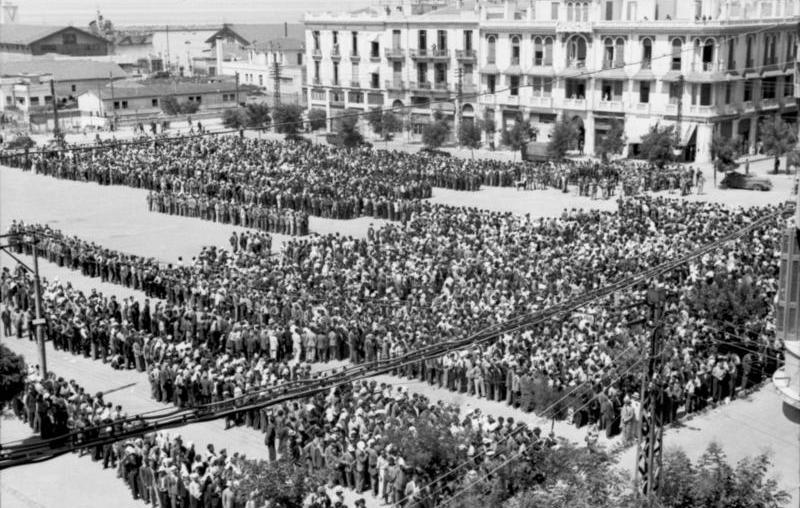
Erfassung der männlichen Juden von Thessaloniki in der prallen Mittagssonne, Juli 1942

Die Juden von Thessaloniki wussten um die antisemitische Haltung des NS-Regimes, dass aber die gesamte Jüdische Gemeinde, rund 75.000 Menschen, ausgelöscht werden würden, schien unvorstellbar. Auch Jacques Stroumsa hatte keine Vorahnung des Holocaust in Griechenland, er fand Arbeit und heiratete Nora geb. Mordoh (geb. 1921) und seine Frau wurde schwanger. Anfangs dachten die Juden von Thessaloniki, die deutschen SS-Führer Brunner und Wisliceny seien in die Stadt geschickt worden, um die Nürnberger Gesetze umzusetzen. Als er eines Tages eine elektrische Leitung im neuen Ghetto im Baron-Hirsch-Viertel verlegte, hörte Stroumsa Teile eines Telefongesprächs zwischen den beiden SS-Führern. Ein Satz elektrisierte ihn: „Ich denke, daß die Judendeportationen in einer Woche beginnen könnten!“ Als Stroumsa darauf einem Mitglied des Gemeindevorstandes berichtete, was er gehört hatte, wurde er zurechtgewiesen. Er solle keine Panik unter der Bevölkerung auslösen, er werde der Gestapo gemeldet, wenn er Gerüchte verbreite. Stroumsa schwieg fortan.

### Auschwitz
Am 30. April 1943 wurden er und seine Familie in Viehwaggons in das Konzentrationslager Auschwitz-Birkenau verschleppt, wo sie am 8. Mai 1943 ankamen. Seine Eltern, seine im 8. Monat schwangere Ehefrau und deren Eltern wurden unmittelbar nach der Ankunft in den Gaskammern ermordet. Nach der Ankunft überstanden alle vier Geschwister und zwei Cousins zunächst die Selektion an der Rampe. Schwester Bella kam in das sogenannte Rotkäppchen-Kommando, so benannt, weil ihre Mitglieder, die den Ankommenden ihre Besitztümer abnehmen mussten, rote Kopftücher trugen. Seine Schwester Julie wurde als Geigerin in das Mädchenorchester von AuschwitzFrauenorchester von Auschwitz aufgenommen. Als ein deutscher Kapo, ein Deutscher mit grünem Winkel, im Block von Jacques Struoumsa nach Häftlingen fragte, die ein Musikinstrument spielen, meldete er sich nicht gleich. Der Kapo empörte sich:

„Die Tatsache, daß Du nicht sofort auf meine Frage geantwortet hast, obwohl du doch Geiger bist, ist reinste Sabotage und du hättest 25 Stockschläge auf den Hintern verdient! Weil Du sagtest, daß du nur ein Amateur bist, genügen fünf Schläge! Aber vorher möchte ich dich spielen hören!“

Nach dem zwanzig Minuten dauernden Vorspielen waren alle sehr ergriffen. Auf die Schläge wurde verzichtet und er wurde ins sogenannte Konservatorium geschickt. Einen Monat lang diente er als Solo-Geiger im Orchester, jedoch verknüpft mit täglich zweimal zwei Stunden pausenlosem Dienst im Stehen bei jeder Witterung. Eines Tages wurde sein Name aufgerufen und er wurde mit anderen Technikern, Malern und Elektrikern in das Stammlager verlegt. Er wurde als Konstruktionszeichner bei den Weichsel-Union-Metallwerken eingesetzt. Verknüpft war der Aufstieg in der KZ-Hierarchie mit der Trennung von seinem Bruder, den er nie wiedersah. Die neue Aufgabe war wenig kräfteraubend und es gelang ihm mit Hilfe des Oberingenieurs Bosch, mehreren Bekannten und auch seiner Schwester Bella Zuteilungen zu den Union-Werken zu verschaffen und ihnen dadurch indirekt das Überleben im KZ zu ermöglichen. Jacques Stroumsa war klein, wendig, extrem gut ausgebildet, eloquent, mehrsprachig und sehr diplomatisch. Diese Eigenschaften halfen ihm in zwei Jahren KZ-Haft möglichst nicht aufzufallen und vielen Gefahren zu entgehen.

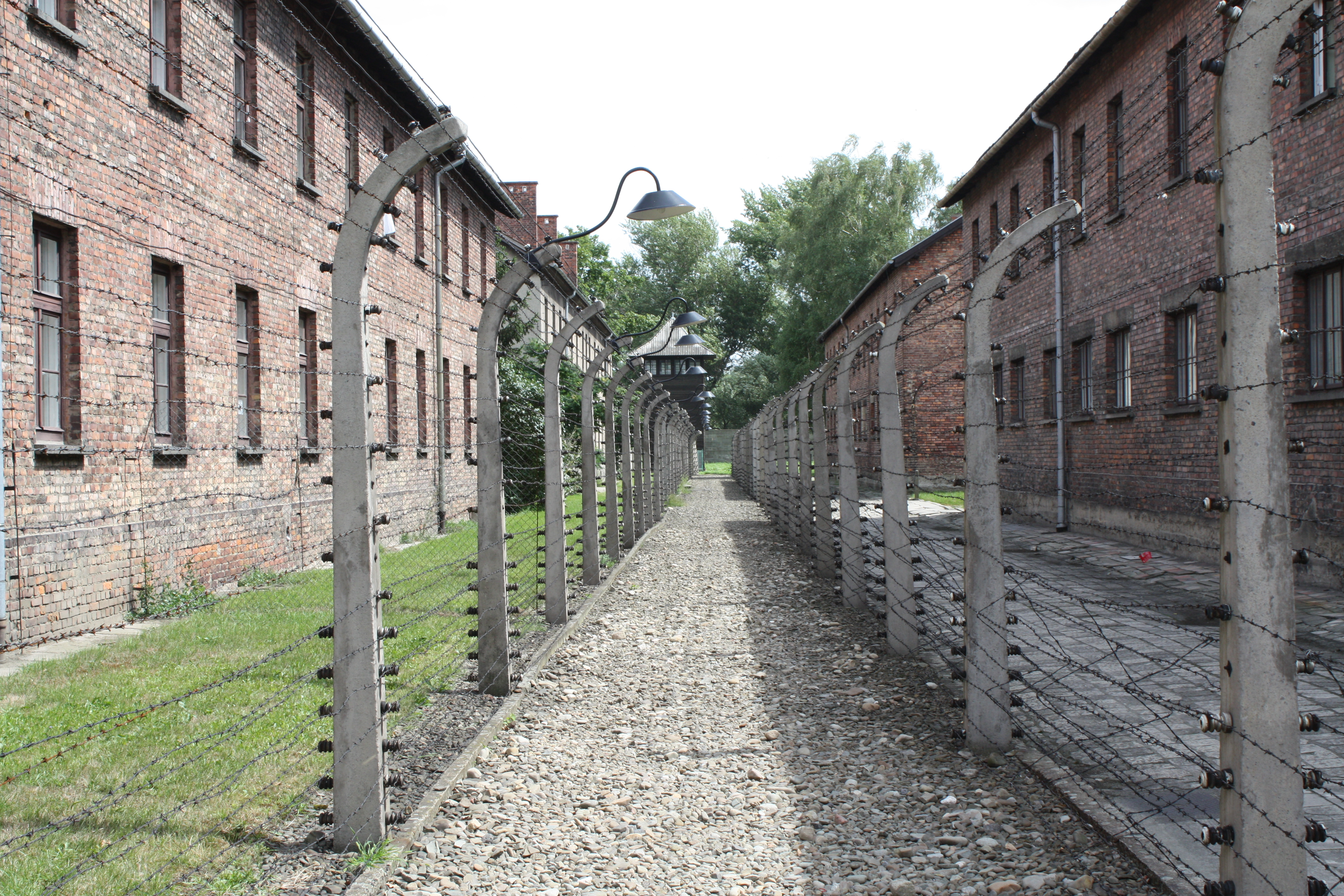
Links 6000 Volt, rechts 6000 Volt

 Einmal jedoch geriet er in eine lebensbedrohliche Situation, als er eine Gruppe aus dem Rotkäppchen-Kommando kommen sah, seine Schwester begrüßen wollte und rund hundert Meter vom vorgeschriebenen Weg abwich. Ein SS-Mann beobachtete dies, durchsuchte ihn, fand die Heimadresse eines polnischen Mithäftlings und unterstellte ihm einen Fluchtversuch. Die erste Bestrafung war, dass man ihn im Zwischenraum zwischen den elektrischen Zäunen einsperrte, einige Stunden lang. In seinen autobiografischen Skizzen schrieb Stroumsa, man müsse kein Elektroingenieur sein, „um zu wissen, daß dieser Zaun tödlich war, wenn man ihn berührte.“ Er kam in den Bunker von Block 11, den Häftlinge üblicherweise nicht mehr lebend verließen, und man stellte ihn nach zwei Tagen in der Finsternis vor  „Gericht“. Es folgte ein korrektes Verfahren, an dessen Ende er freigesprochen wurde, zurück zur Arbeit durfte und sogar einen Ruhetag im Block zugesprochen bekam.
Das Leben gerettet hatte ihm, wie er erst 1987 erfuhr, als seine Unterschrift entziffert wurde, Klaus Dylewski, SS-Oberscharführer und Mitglied der Lagergestapo.

### Todesmarsch, Mauthausen, Befreiung
Als die Rote Armee Ende 1944 nahte, räumte die SS das Vernichtungslager und beseitigte die meisten Spuren des Genozids. Seine Schwester Julie wurde gemeinsam mit allen anderen jüdischen Orchestermusikerinnen am 1. November 1944 von Auschwitz in das KZ Bergen-Belsen deportiert, wo sie an Typhus starb.
Am 19. Januar 1945 gegen 18 Uhr begann der Todesmarsch, ohne geeignete Ausrüstung, um in der Eiseskälte zu überleben. Wer stehen blieb, wurde erschossen. Stroumsa schreibt: „Unglaublich, was der Mensch ertragen kann.“ Es waren sieben Nächte, sechs Tage, die das Martyrium andauerte. „No te aboltes!“, war der Befehl auf Spanisch, der von einem anderen Häftling kam, wenn wieder ein Schuss ertönte: Dreh’ Dich nicht um!

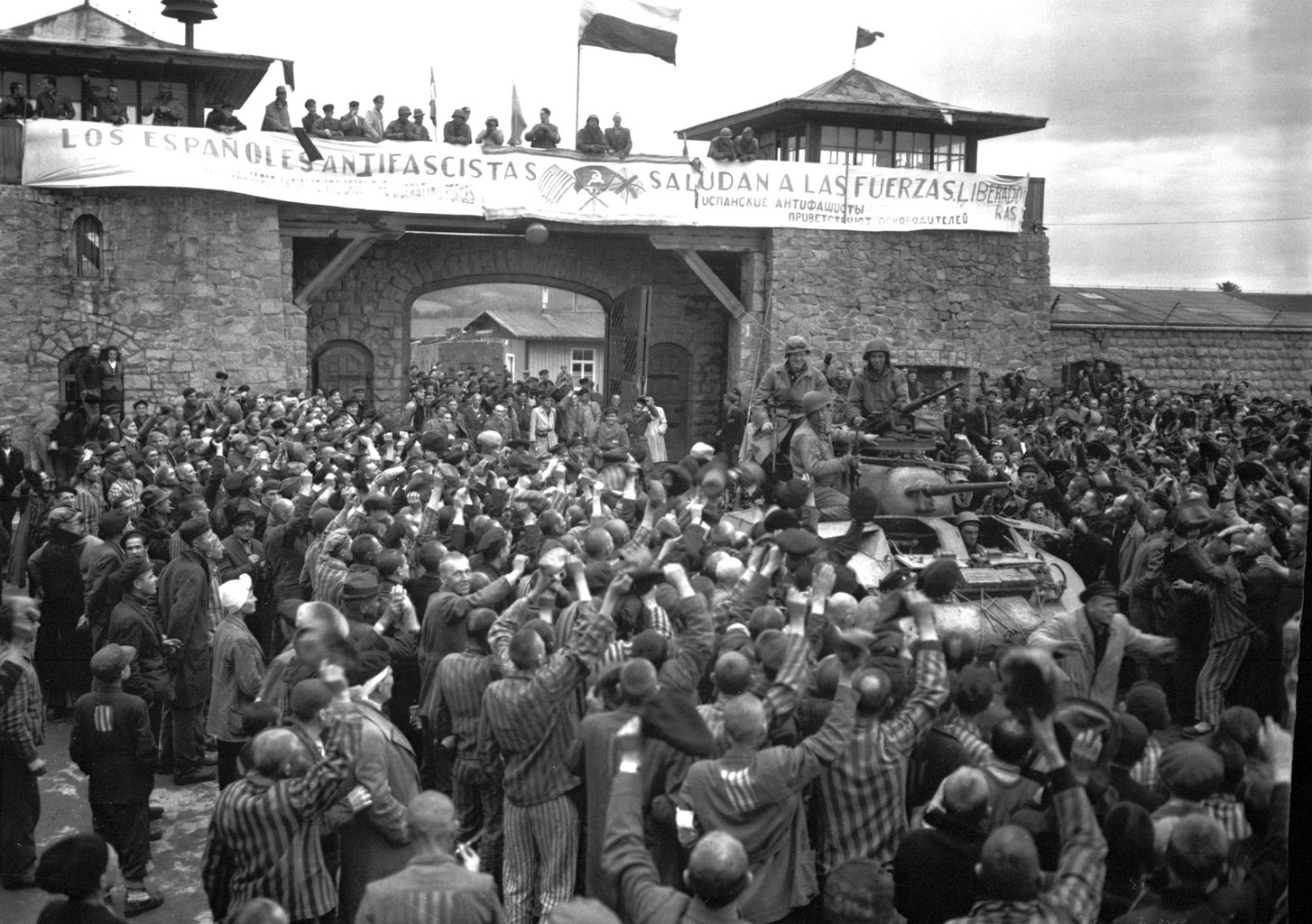
Befreiung des KZ Mauthausen,
6. Mai 1945

In Mauthausen angekommen hörte er, dass die Alliierten an allen Fronten vorankamen. Ein Werkmeister, ein Österreicher, sagte ihm, nicht wissend, was mit seiner Familie geschehen war: „Jakob, du musst keine Angst mehr haben, der Krieg ist bald zu Ende, dann kannst du in deine Heimat und zu deiner Familie zurückkehren.“ Eines Tages verschwand die SS, danach waren nur mehr ältere Männer, wohl aus der Umgebung, als Wächter eingesetzt. Eines Tages, als er gemeinsam mit seinem Freund Jacques Chloe Wäsche wusch, hörte er den Freudenschrei: „Die Wächter sind weg!“ Als die Befreier kamen, wussten die Häftlinge vorerst nicht, ob es Franzosen, Engländer oder Amerikaner waren. Stroumsa fing ein, zwei Zigaretten auf. Es waren Lucky Strike, also Amerikaner.
Aus Stroumsas Familie hatten außer  ihm nur seine Schwester Bella und sein Cousin Guillaume überlebt.

### Nach der Befreiung
Aufgrund fortgesetzter Kriegshandlungen in Griechenland und des folgenden Bürgerkriegs verzögerte sich die Repatriierung der griechischen Juden. Stroumsa gelang es, aufgrund seiner französischen Diplome eine Einladung Frankreichs und zugleich die französische Staatsbürgerschaft zu erhalten. Er bekam sofort einen Arbeitsplatz und seine neuen Kollegen schenkten ihm einen vierwöchigen Urlaub in Nizza. Auf dem Weg dorthin lernte er in Marseilles Laura Saporta kennen, die ebenfalls aus Thessaloniki stammte, aufgrund ihres spanischen Passes jedoch nicht nach Auschwitz, sondern nach Bergen-Belsen deportiert worden war. Sie hatte dort ihre Mutter verloren, ihr Vater starb am 1. September 1945 in Frankreich. Stroumsa und Saporta heirateten am 8. Februar 1947 in der Synagoge Bérit shalom von Paris.
Sein Leben nach der Befreiung und dem Untergang des NS-Regimes beschrieb Stroumsa als „Trauer als Dauerzustand“. Doch es gab auch lichte Momente. Er erfüllte seinen langgehegten Wunsch, ein Studium an der École supérieure d’électricité abzuschließen. Er bekam ein Stipendium und begann das Studium am 5. November 1945. Er führte eine glückliche Ehe. Das Paar bekam einen Sohn, den späteren Religionswissenschaftler Guy Stroumsa und zwei Töchter, Annie und Florence. Beruflich war Jacques Stroumsa sehr erfolgreich. Er wurde von Teddy Kollek, dem Bürgermeister von Jerusalem, beauftragt, binnen 48 Stunden die nötige Beleuchtung für Filmarbeiten von Elie Wiesel bereitzustellen. Die UNO entsandte ihn nach Quito, um die Beleuchtung für das historische Zentrum der Hauptstadt Ecuadors durchzuführen. Jaques Stroumsa und seine Ehefrau gingen 1967 nach Israel, wo Jacques noch ein Studium aufnahm, das er 1979 mit einem Doktorat an der Technischen Hochschule Haifa abschloss. Später stellte er sich als Zeitzeuge zur Verfügung, mehrfach auch in Deutschland. In Yad Vashem half er, die Geschichte der Deportation der Juden aus Griechenland zu erfassen. Die Shoah hat ihn nie losgelassen:

„Ich trage diese Trauer allein und ich werde sie bis an mein Ende tragen.“

## Publikationen
- Jacques Stroumsa: Tu choisiras la vie. Violoniste à Auchwitz. Le Cerf, Paris 1998.
- Jacques Stroumsa: Geiger in Auschwitz. Ein jüdisches Überlebensschicksal 1941–1967. Hrsg. von Erhard Roy Wiehn. Hartung-Gorre, Konstanz 1993, ISBN 3-89191-652-3.
- Jacques Stroumsa: Violinist in Auschwitz. From Salonica to Jerusalem 1913–1967. Edited by Erhard Roy Wiehn. Hartung-Gorre, Konstanz 2019, ISBN 978-3-89191-869-2.